# Ахмед бен Шейх Аттумане
Ахмед бен Шейх Аттумане (нар. 1938) — коморський політик, сьомий голова уряду Коморських Островів.

## Політична кар'єра
Був членом партії Демократія та оновлення. До призначення на пост прем'єр-міністра обіймав посаду радника президента. Його уряд проіснував недовго — в січні наступного року Аттумане вийшов у відставку.